# Гайсах
Гайсах (нім. Gaißach) — громада в Німеччині, розташована в землі Баварія. Підпорядковується адміністративному округу Верхня Баварія. Входить до складу району Бад-Тельц-Вольфратсгаузен.
Площа — 38,55 км2. Населення становить 3119 ос. (станом на 31 грудня 2020).